# Copenhell
Copenhell ist ein jährlich im Juni stattfindendes Heavy-Metal-Festival in der dänischen Hauptstadt Kopenhagen. Das Festival fand erstmals im Jahre 2010 statt und gehört zu den größten Metalfestivals in Skandinavien. Im Jahre 2018 kamen 50.000 Besucher. Das Festivalgelände befindet sich auf der Halbinsel Refshaleøen, wo bis 1996 die Werft Burmeister & Wain Schiffe baute.

## Bands

### 2010
3 Inches of Blood, Adept, Behemoth, The Damned Things, Danko Jones, Dead by April, Deftones, Devildriver, The Dillinger Escape Plan, Hatebreed, Megadeth, Mnemic, Napalm Death, The Psyke Project, Suicidal Tendencies, Supercharger, Whitechapel

### 2011
All That Remains, Anvil, Artillery, Baptized in Blood, Billy Boy in Poison, Bullet for My Valentine, The Burning, Crematoria, Deicide, Doctor Midnight & The Mercy Cult, Gwar, Helhorse, Judas Priest, Korn, Kvelertak, Mayhem, Morbid Angel, The New Low, Opeth, Pitchblack, Protest the Hero, Rolo Tomassi, Solbrud, Vanir

### 2012
All Shall Perish, Anthrax, Barricade, Brutal Truth, Cerekloth, Dying Fetus, Gojira, Immortal, The Interbeing, The Kandidate, Killswitch Engage, Korpiklaani, Lamb of God, Marilyn Manson, Mastodon, Meshuggah, Mordax, Redwood Hill, Red Warszawa, Rising, Saxon, Skeletonwitch, Slayer, Soulfly, Svartsot, Trivium

### 2013
Accept, Alestorm, Alice in Chains, Amon Amarth, Between the Buried and Me, Bornholm, By the Patient, Cancer Bats, Celeste, Danzig, Down, Essence, Every Time I Die, Ghost, God Seed, Grave, Illdisposed, Impalers, In Flames, King Diamond, Malrun, Newsted, Parkway Drive, Purified in Blood, Sabaton, Saturnus, Scarred by Beauty, Testament

### 2014
Amenra, Anthrax, Aphyxion, Arch Enemy, Avatarium, Bad Religion, Behemoth, Black Book Lodge, Black Label Society, Blood Eagle, Clutch, D-A-D, Dawn of Demise, Evra, Finntroll, Fossils, Gorguts, Graveyard, Heidra, Helhorse, The Hell, Iamfire, Iron Maiden, Kill Devil Hill, Mercenary, Monster Magnet, My Dying Bride, Obituary, Of Mice & Men, The Psyke Project, Redwood Hill, Sepultura, Suicidal Angels, Suicide Silence, Taake, Thy Art Is Murder, Toxic Holocaust, Trap Them, Triptykon, Twisted Sister, Týr, Uncle Acid and the Deadbeats, Watain, Within Temptation

### 2015
A Day to Remember, Asking Alexandria, At the Gates, Bloodbath, Blues Pills, Body Count feat. Ice-T, Butcher Babies, Cannibal Corpse, Code Orange, The Darkness, Ensiferum, Exodus, Franklin Zoo, Ghost, Gojira, Halshug, Hammerfall, Horned Almighty, Huldre, Iron Reagan, Konkhra, Kreator, Krokodil, Life of Agony, Marduk, Monolord, Morgoth, Night Fever, Nuclear Assault, Pretty Maids, Primordial, Primus, Raunchy, Red Fang, Red Warszawa, Rise Against, Saint Vitus, Sea, Slipknot, Solbrud, Suicidal Tendencies, Turbonegro, Upon a Burning Body

### 2016
Abbath, Amon Amarth, Artillery, August Burns Red, Beartooth, Bersærk, Black Peaks, Black Sabbath, Blind Guardian, Bömbers, Bombus, Clawfinger, Converge, Alice Cooper, Dark Funeral, Decapitated, Defecto, Dropkick Murphys, Entombed A.D., Epica, Gruesome, Havok, Helhorse, I’ll Be Damned, Kadavar, King Diamond, Megadeth, Monuments, Norma Jean, Red Warszawa, Redwood Hill, Rival Sons, Scorpions, Shinedown, Sixx:A.M., Sólstafir, Tremonti, Tribulation, Trivium, With the Dead

### 2017
Airbourne, Alter Bridge, Architects, Baest, Baroness, Batushka, The Black Dahlia Murder, Black Star Riders, Candlemass, Carcass, Frank Carter and the Rattlesnakes, Devildriver, The Dillinger Escape Plan, Europe, Every Time I Die, Five Finger Death Punch, Ghost Iris, Hatesphere, Huldre, In Flames, Inglorious, Invocator, Lost Society, Memoriam, Ministry, Motionless in White, Myrkur, Nothing More, Opeth, Overkill, Powerwolf, Prophets of Rage, Psychotic Waltz, The Raven Age, Red Warszawa, Rising, Saxon, Seven Thorns, Slægt, Slayer, System of a Down, Rob Zombie

### 2018
Alestorm, Alice in Chains, Arch Enemy, Asking Alexandria, At the Gates, AuĐn, Avenged Sevenfold, Bersærk, Bullet for My Valentine, Corrosion of Conformity, Crossfaith, Danko Jones, Defecto, Deftones, Exodus, Enslaved, Ghost, Graveyard, Helloween, Igorrr, Kellermensch, Kreator, The Last Internationale, Livløs, L7, Møl, Mustasch, Natjager, Neurosis, Nightwish, Nothing More, Nyt Liv, Orm, Ozzy Osbourne, Parkway Drive, Red Warszawa, Satyricon, The Sledge, Smertegrænsens Toldere, Sodom, Soulfly, Steel Panther, Jakob Stegelmann with Aarhus Symphony Orchestra, Suffocation, Tainted Lady, Thy Art Is Murder, Tremonti, Tsjuder, Turnstile, UxDxS, W.A.S.P., Zeal & Ardor

### 2019
Alien Weaponry, Amon Amarth, Baest, Belphegor, Clutch, Demons & Wizards, Dimmu Borgir, Eagles of Death Metal, Eluveitie, Halestorm, Immolation, Kvelertak, Lamb of God, Municipal Waste, Orange Goblin, Refused, Skindred, Slash feat. Myles Kennedy & the Conspirators, Slipknot, Stone Temple Pilots, Tool, Whitechapel, Rob Zombie

### 2020
Das Festival wurde wegen der COVID-19-Pandemie abgesagt. Es sollten auftreten:
Benediction, Bersærk, Blood Incantation, Crypt Sermon, Deadly Apples, Denial of God, Destruction, Disturbed, Down, Emperor, Gatecreeper, Gloryhammer, Hällas, High Command, The Hu, Iron Maiden, Jinjer, Judas Priest, Kiss, Korn, Mercyful Fate, Northlane, Of Mice & Men, Opeth, Orm, P.O.D., Raised Fist, Santa Cruz, Svartidauði, Vreid, Witchcraft, Xenoblight

### 2021
Das Festival wurde wegen der andauernden Pandemie abgesagt.

### 2022
Agnostic Front, Alestorm, Soren Andersen, Angstskrig, Artillery, Bad Religion, Baest, Benediction, Bersærk, Blood Incantation, Bombus, DAD, Deadly Apples, Death to All, Denial of God, Destruction, Dizzy Mizz Lizzy, Dog Eat Dog, Down, Emperor, Eyes, Gatecreeper, Ghost Iris, Gloryhammer, Hällas, The Hellacopters, High Command, Horndal, Iron Maiden, Ivy Crown, Jinjer, Judas Priest, Junkyard Drive, Kiss, Knocked Loose, Konvent, Korn, Lifesick, LLNN, LOK, Lydsyn, Mastodon, Mercyful Fate, Metallica, Midnight, Myrkur, Nerved, Nyredolk, Opeth, Orm, Raised Fist, The Raven Age, Red Fang, Redwood Hill, Siamese, Soen, Sorthandsk, Spiritbox, Suicidal Tendencies, Svartsot, Thunder, Thundermother, Devin Townsend, Ugly Kid Joe, Urne, Vola, Vreid, Wargasm, Wayward Dawn, Withering Surface, Xenoblight

### 2023
Afsky, Angelus Apatrida, Angus McSix, Architects, Brutus, Cabal, Clutch, Dance with the Dead, Defacing God, Def Leppard, Electric Callboy, Employed to Serve, Enforcer, Fever 333, Fishbone, Forever Still, Gaerea, Ghost, The Ghost Inside, Gojira, Green Lung, Halestorm, Haliphron, Harm’s Way, Heriot, Iotunn, Kellermensch, King Buffalo, Lamentari, Life of Agony, Livløs, Malevolence, Meshuggah, Mötley Crüe, MØL, Napalm Death, Nervosa, Nestor, Pantera, Parkway Drive, Riverhead, Rot Away, Samael, Saturnus, Shaam Larein, Sick of It All, Skynd, Sleep Token, Slipknot, Spectral Wound, Speed, Spiritbox, Strychnos, Testament, Touché Amoré, Undeath, Undergang, Vended, Zeal & Ardor

### 2024
Avenged Sevenfold, Accept, Asinhell, The Baboon Show, Biohazard, Body Count, Brand of Sacrifice, Chelsea Wolfe, Cradle of Filth, Corey Taylor, Corrosion of Conformity, Crypta, DeathbyRomy, Bruce Dickinson, Dropkick Murphys, Dvne, Dying Fetus, Eivør, Empire State Bastard, Enforced, Escuela Grind, Excel, Fu Manchu, Hammerfall, Harm's Way, Hatebreed, Hexis, High on Fire, The Hives, Hulder, Insanity Alert, Jungle Rot, Karnivool, Khemmis, Kerry King, Knife, Die Krupps, Lack, Limp Bizkit, Machine Head, Madball, Make Them Suffer, Mr. Bungle, Mimi Barks, Tom Morello, Nakkeknaekker, Night Verses, The Offspring, ORM, Plaguemace, Pretty Maids, Rival Sons, Sanguisugabogg, The Scratch, Skullclub, Shadow of Intent, Siamese, Slaughter to Prevail, Sort Sol, Spotlights, Steel Panther, Terminalist, Tool, Twin Temple, Thy Art Is Murder, Underoath, Until I Wake, Uriah Heep, Vansind, Vulvatorious, Zulu, 311, 802, 1349

### 2025
Abbath, A Mess, Alien Ant Farm, Anaal Nathrakh, Ashes of Billy, Bastardane, Battlesnake, Billy Idol, Blood Incantation, Brat, Bullet for My Valentine, Cabal, Carcass, Castle Rat, Cattle Decapitation, Julie Christmas, Conan, Dethklok, Dead Poet Society, Dirty Honey, Dizzy Mizz Lizzy, Dream Theater, Exodus, Fit for an Autopsy, Fleshwater, Gabestok, Gåte, Gloryhammer, Gorilla Angreb, Guilt Trip, Heave Blood & Die, Heaven Shall Burn, Health, In Flames, Myles Kennedy, Kim Dracula, King Diamond, Kittie, Kreator, Last Train, Lorna Shore, Mnemic, Myrkur, Nestor, Poppy, Powerwolf, Rise of the Northstar, Sarcator, Skarnet, Skillet, Skunk Anansie, Slipknot, Slomosa, Sodom, Soulfly, Stray from the Path, Strychnos, Sylosis, SYL x EYES, Syracusæ, Swartzheim, Terrorpy, Tetrarch, The Cult, The Prodigy, The Sandmen, The Southern River Band, The Sword, Thus, Throwe, Trold, Vola, Walls of Jericho, Wiegedood, Will Haven, Within Temptation, Wormrot, Yosemite in Black